# Ascotis semifusca
Ascotis semifusca är en fjärilsart som beskrevs av W. Warren 1904. Ascotis semifusca ingår i släktet Ascotis och familjen mätare. Inga underarter finns listade i Catalogue of Life.